# Ábidos
Ábidos är en ort i Brasilien.   Den ligger i kommunen Óbidos och delstaten Pará, i den centrala delen av landet, 1 800 kilometer nordväst om huvudstaden Brasília. Ábidos ligger 27 meter över havet och antalet invånare är 24 970.
Terrängen runt Ábidos är platt, och sluttar söderut.
I omgivningarna runt Ábidos växer i huvudsak städsegrön lövskog. Trakten runt Ábidos är nära nog obefolkad, med mindre än två invånare per kvadratkilometer.